# Adam Kuligowski
Adam Kuligowski (ur. 24 grudnia 1955 w Warszawie) – polski szachista, arcymistrz od 1980 roku.

## Kariera szachowa
Od wczesnych lat związany z warszawskim klubem szachowym Polonia, był jednym z najbardziej utalentowanych polskich juniorów. Po zdobyciu pierwszej kategorii w 1972 r. zdobył prawo do wzięcia udziału w finale mistrzostw Polski juniorów, gdzie uzyskał 20. spośród 60 miejsc. W 1973 roku zdobył tytuł mistrza Polski juniorów oraz zajął trzecie miejsce na mistrzostwach Europy juniorów w Groningen. W 1974 i 1975 roku brał udział w mistrzostwach świata juniorów, zajmując 15. i 6. miejsce. Trening szachowy musiał godzić ze studiami na wydziale matematyki Uniwersytetu Warszawskiego, które traktował bardzo poważnie. W 1978 roku podzielił z Aleksandrem Sznapikiem pierwsze miejsce w finale indywidualnych mistrzostw Polski i zdobył tytuł mistrza kraju w czteropartiowej dogrywce. W 1980 roku zdobył drugi w karierze medal indywidualnych mistrzostw Polski, zajmując III miejsce w finale rozegranym w Łodzi. W tym samym roku, po zwycięstwie w turnieju w jugosłowiańskim Nišu, Międzynarodowa Federacja Szachowa przyznała mu tytuł arcymistrza. Również w 1980 roku zwyciężył w rozegranym w Warszawie turnieju Warszawa Cup 1980. W 1983 roku wziął udział w prestiżowym turnieju światowej czołówki w Wijk aan Zee. Mimo dwóch zwycięskich partii z Wiktorem Korcznojem i Jonathanem Speelmanem, nie był to występ udany – z wynikiem 4½ pkt z 13 partii zajął ostatnie, XIV miejsce. Po tym turnieju przestał startować w rozgrywkach szachowych i zajął się biznesem. Jest autorem lub współautorem kilkunastu opracowań teoretycznych, głównie poświęconych otwarciom szachowym, w tym wydanej w 1997 roku monografii obrony francuskiej Encyclopaedia of Chess Games, French Defense.
Wielokrotnie reprezentował Polskę w turniejach drużynowych, m.in.: trzykrotnie na olimpiadach szachowych (w latach 1978, 1980, 1982), zdobywając dwa medale za wyniki indywidualne: złoty (1978 – na II szachownicy) i srebrny (1980 – na III szachownicy), jak również  na drużynowych mistrzostwach świata studentów (w roku 1976).
Najwyższy ranking w karierze osiągnął 1 stycznia 1979 r., z wynikiem 2495 punktów zajmował wówczas dzielone 102. miejsce na światowej liście FIDE (oraz pierwsze wśród polskich szachistów).